# Пісковикові університети

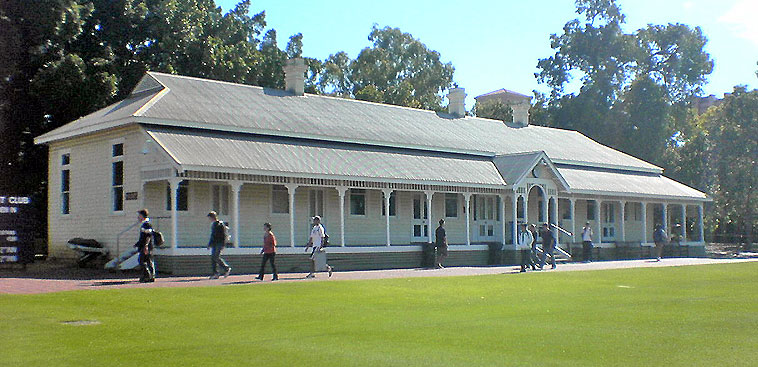
Університет Західної Австралії. Будівля Ірвінг Стріт, що збереглася від первісного пісковикового кампуса. Перенесено в новий кампус, зараз — архів університету.

«Пісковико́ві університе́ти» (англ. Sandstone Universities) в Австралії — назва неформальної групи найстаріших престижних університетів країни, побудованих, як правило, з пісковику (звідси й назва).
Більшість з них було побудовано ще в колоніальну епоху (до Першої світової війни). Крім цього, всі вони були збудовані з пісковику. У цьому назва схожа з назвою групи так званих «університетів червоної цегли» у Великій Британії. Головні особливості пісковикових університетів — престижність, орієнтація на дослідницьку роботу та зосередженість насамперед на теоретичній підготовці.
За статистикою студенти пісковикових університетів в основному — діти із заможних сімей. Випускники, як правило, отримують більш високооплачувані та впливовіші місця роботи.

## Університети групи
|      | Університет                                                 | Місто                            | Штат, територія       | Заснований | Отримав статус | THE     | ARWU    | QS   | CWTS | Фото | Кольори | Сайт |
| ---- | ----------------------------------------------------------- | -------------------------------- | --------------------- | ---------- | -------------- | ------- | ------- | ---- | ---- | ---- | ------- | ---- |
|      | Аделаїдський (University of Adelaide)                       | Аделаїда                         | Південна Австралія    | 1874       | 1874           | 142     | 101–150 | 125  | 203  |      |         |      |
| USYD | Сіднейський (University of Sydney)                          | Сідней                           | Новий Південний Уельс | 1850       | 1850           | 60=     | 82      | 46=  | 197  |      |         |      |
| UM   | Мельбурнський (University of Melbourne)                     | Мельбурн                         | Вікторія              | 1853       | 1853           | 33=     | 40      | 42   | 123  |      |         |      |
| UTAS | Тасманійський (University of Tasmania)                      | Гобарт, Лонсестон, Берні, Сідней | Тасманія              | 1890       | 1890           | 301–350 | 201–300 | 370= | 320  |      |         |      |
| UQ   | Квінслендський (University of Queensland)                   | Брисбен                          | Квінсленд             | 1909       | 1909           | 60=     | 55      | 51=  | 143  |      |         |      |
| UWA  | Західноавстралійський (The University of Western Australia) | Перт                             | Західна Австралія     | 1911       | 1911           | 125     | 96=     | 102= | 274  |      |         |      |